# San Paolo Albanese
San Paolo Albanese  (albanès Shën Pali) és un municipi italià, dins de la província de Potenza. L'any 2006 tenia 329 habitants. És un dels municipis on viu la comunitat Arbëreshë. Limita amb els municipis d'Alessandria del Carretto (CS), Cersosimo, Noepoli, San Costantino Albanese i Terranova di Pollino.

## Administració
| Període | Identitat        | Partit        |
| ------- | ---------------- | ------------- |
| 2006-   | Giuseppina Puzzi | La Margherita |